# Rafael Bastos
Rafael Bastos (Río de Janeiro, 1 de enero de 1985) es un futbolista brasileño que juega como centrocampista en el Vitória da Conquista del Campeonato Baiano.

## Trayectoria

### Categorías inferiores
Desarrolló su carrera como juvenil en las categorías inferiores del Esporte Clube Bahia de Brasil. Tras dos temporadas en el equipo filial, sube al primer equipo, donde tendría unas destacadas actuaciones.

### Bahía
Con el primer equipo ganaría la Liga en su primera temporada, llamada "Baiano League" en 2007. Aportaría siete goles en veinte partidos, lo que sin embargo no servirían para que se mantuviese en el equipo. En agosto de ese mismo año fue firmado por C. F. Os Belenenses con un contrato por un año.

### Braga
El 5 de enero de 2010 el Sporting Braga firma al medio-atacante brasileño del club japonés Consadole Sapporo hasta junio de 2011. Desafortunadamente, debido a conflictos con el entrenador, Rafael solo juega 8 partidos en 2010, a pesar de ser titular desde enero. En julio el club acepta liberar al jugador, momento en el que el futbolista se compromete con el CFR Cluj rumano.

### Cluj
El 20 de septiembre de 2012 el club empieza una esperanzadora temporada en la Liga de Campeones de la UEFA 2012/13 tras ganar a uno de sus exequipos, el Sporting Braga, con Rafael Bastos anotando un doblete.

### Al-Nassr
EL 22 de diciembre de 2012 se confirma su fichaje por el Al-Nassr de la liga saudí. El futbolista brasileño firmó un contrato de dos años y medio, en un traspaso tasado en 2,3 millones de euros.

## Equipos
| Club                                              | País                   | Año           |
| ------------------------------------------------- | ---------------------- | ------------- |
| Esporte Clube Bahia                               | Brasil                 | 2006-2007     |
| Cruzeiro Esporte Clube                            | Brasil                 | 2007-2008     |
| Clube de Futebol Os Belenenses                    | Portugal               | 2007-2008     |
| Clube Desportivo Nacional                         | Portugal               | 2008          |
| Esporte Clube Vitória                             | Brasil                 | 2009          |
| Hokkaido Consadole Sapporo                        | Japón                  | 2009          |
| Sporting Clube de Braga                           | Portugal               | 2010          |
| CFR Cluj                                          | Rumania                | 2010-2013     |
| Al-Nassr Football Club                            | Arabia Saudita         | 2013-2014     |
| PFC Levski Sofia                                  | Bulgaria               | 2014          |
| Al-Kuwait Sports Club                             | Kuwait                 | 2014-2015     |
| Figueirense Futebol Clube                         | Brasil                 | 2015          |
| América Futebol Clube                             | Brasil                 | 2016          |
| Associação Chapecoense de Futebol                 | Brasil                 | 2016          |
| Hatta Club                                        | Emiratos Árabes Unidos | 2016-2017     |
| Buriram United Football Club                      | Tailandia              | 2017          |
| Clube de Regatas Brasil                           | Brasil                 | 2018          |
| Clube do Remo                                     | Brasil                 | 2018          |
| Mumbai City Football Club                         | India                  | 2018-2019     |
| Esporte Clube Juventude                           | Brasil                 | 2019          |
| Esporte Clube Jacuipense                          | Brasil                 | 2020-2021     |
| Esporte Clube Primeiro Passo Vitória da Conquista | Brasil                 | 2023-presente |

## Títulos
- Bahia:
  - Campeonato Baiano: 2007
- Vitória:
  - Campeonato Baiano: 2009
- CFR Cluj:
  - Liga rumana: 2011–12